# Ololygon littoralis
Espèce
Synonymes
- Hyla littoralis Pombal & Gordo, 1991
- Scinax littoralis (Pombal & Gordo, 1991)

Statut de conservation UICN

 LC  : Préoccupation mineure
Ololygon littoralis est une espèce d'amphibiens de la famille des Hylidae.

## Répartition
Cette espèce est endémique du Brésil. Elle se rencontre dans les régions côtières des États de Santa Catarina, de São Paulo et du Paraná.

## Description
Les mâles mesurent de 26,7 à 29,6 mm et les femelles de 38,3 à 39,9 mm.

## Publication originale
- Pombal & Gordo, 1991 : Duas novas espécies de Hyla da Floresta Atlântica no Estado de São Paulo (Amphibia, Anura). Memórias do Instituto Butantan, vol. 53, p. 135–144 (texte intégral).